# Béatrice Edwige

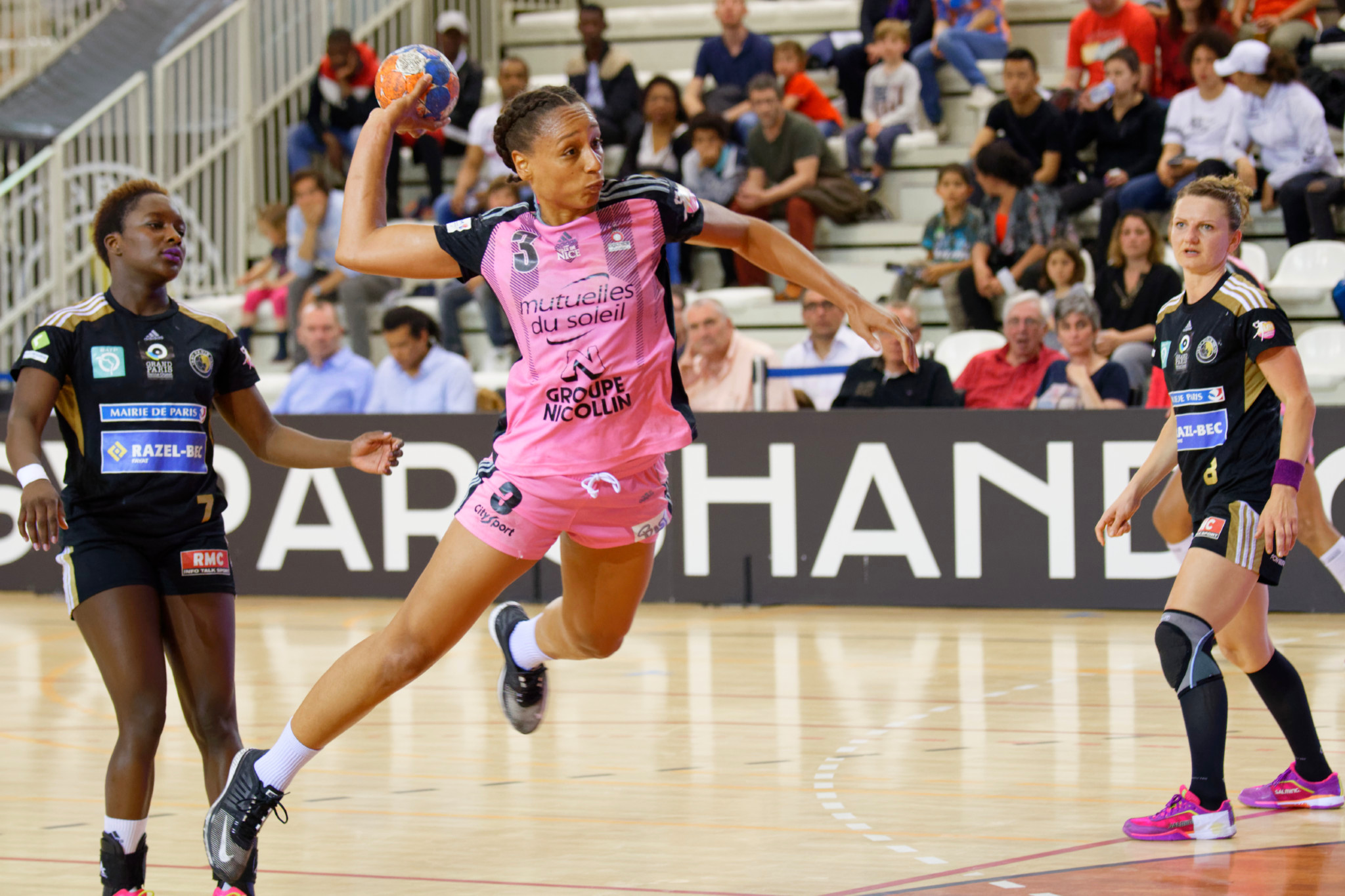
Béatrice Edwige au tir sous le maillot de l'OGC Nice, le 28 mai 2016.

Béatrice Edwige, née le 3 octobre 1988 à Paris, est une joueuse internationale française de handball, évoluant au poste de pivot dans le club hongrois du Ferencváros TC, où elle est prêtée par le club russe du Rostov-Don, et en équipe de France. Si elle lui arrive d'évoluer comme pivot d'attaque, elle s'est plutôt spécialisée sur les tâches défensives.
Plusieurs fois championne de France avec le Metz Handball, Béatrice Edwige est également championne olympique en 2021, championne du monde en 2017 et championne d'Europe en 2018.

## Biographie
Béatrice Edwige nait à Paris, mais grandit à Mana, située dans l'ouest de la Guyane. Elle y reste jusqu'à ses 11 ans où ses parents ont décidé pour des raisons personnelles de repartir en métropole. 
Après avoir évolué notamment à l'HBC Celles-sur-Belle, elle rejoint en 2009 le Cercle Dijon Bourgogne en première division. Sa fin de saison 2012-2013 est contrastée puisqu'elle atteint pour la première fois la finale de la Coupe de France puis honore sa première sélection le 1er juin 2013 contre la Croatie à Montbéliard mais Dijon est relégué en 2e division à la fin du Championnat. Elle décide malgré tout de rester au Cercle Dijon Bourgogne où elle est remporte le Championnat de France de 2e division et obtient la remontée immédiate du club parmi l'élite.
Béatrice Edwige quitte Dijon à l'été 2014 pour rejoindre l'OGC Nice.
Béatrice Edwige retrouve la sélection en mars 2015, presque 2 ans après ses deux premières sélections. En décembre 2015, elle est retenue dans la liste des 18 joueuses retenues pour participer au championnat du monde 2015 avec l'équipe de France, sa première compétition internationale. À l'issue de la saison, elle est élue meilleure défenseure du championnat de France pour la saison 2014-2015.
En mai 2016, elle annonce s'engager pour la saison suivante avec Metz Handball, après deux saisons à l'OGC Nice où elle s'est imposée comme l'une des meilleures pivots françaises. Elle y remplace Nina Kanto, emblématique capitaine du Metz Handball qui prend sa retraite à la fin de la saison 2015-2016.
Elle fait partie des joueuses retenues en équipe de France pour disputer les Jeux olympiques de 2016 à Rio de Janeiro. En finale, la France et Béatrice Edwige s'inclinent face à la Russie et se contentent d'une médaille d'argent. À titre personnel, Béatrice Edwige participe grandement à l'obtention de cette médaille d'argent. Avec un important temps de jeu, elle n'inscrit que quatre buts mais réalise de belles prestations en défense avec notamment trois interceptions et onze tirs bloqués durant la compétition.
En fin d'année, elle remporte une médaille de bronze avec l'équipe de France au championnat d'Europe 2016. Toujours efficace en défense, elle bénéficie d'un important temps de jeu et elle est élue meilleure défenseur du tournoi. 
Elle fait également partie des cadres du groupe France lors des sacres au Mondial 2017 et à l'Euro 2018.
Lors de la saison 2018-2019, elle participe à la belle saison messine durant laquelle le club atteint les demi-finales de la Ligue des champions, une première pour un club français, et remporte le championnat et la coupe de France. Pour son dernier match avec Metz, lors de la finale de la coupe de France, elle inscrit huit buts en neuf tentatives, son record avec le club lorrain. Elle est également élue meilleure pivot et meilleure joueuse en défense du championnat de France 2018-2019.
En 2019, elle signe un contrat pour deux saisons avec le Győri ETO KC, champion d'Europe en titre. En mars 2020, elle reprend des études en Master management à l'Emlyon Business School.
Le 21 février 2022, elle est prêtée jusqu'à la fin de la saison au Ferencváros TC. Elle devient la première française et la première championne olympique à porter le maillot du club. Elle parvient à vite s'adapter et contribue ainsi à la victoire en Coupe de Hongrie en battant en finale son ancien club Győr. Les clubs russes ayant été sanctionnés par l'EHF, Edwige est libéré de son contrat avec Rostov et prolonge l'aventure avec Ferencváros en signant un contrat de deux ans.
De retour dans son club après une quatrième place au championnat d'Europe 2022, celui-ci annonce le 2 décembre 2022 qu'Edwige s'est rompu un ligament croisé d'un genou au cours d'un entraînement, ce qui cause la fin de sa saison 2022-2023.

## Palmarès

### En sélection
Jeux olympiques
- Médaille d'or aux Jeux olympiques de 2020 de Tokyo,  Japon
- médaille d'argent aux Jeux olympiques 2016,  Brésil

championnats du monde
- finaliste du championnat du monde 2021[23]
- vainqueur du championnat du monde 2017

championnats d'Europe
- vainqueur du championnat d'Europe 2018
- deuxième du championnat d'Europe 2020
- troisième du championnat d'Europe 2016

### En club
compétitions internationales
- troisième de la Ligue des champions en 2021 (avec Győri ETO KC )
  - quatrième en 2019 (avec Metz Handball)

compétitions nationales
- vainqueur du Championnat de France en 2017, 2018 et 2019 (avec Metz Handball)
- vainqueur de la Coupe de France en 2017 et 2019 (avec Metz Handball)
- vainqueur de la Coupe de Hongrie en 2021 (avec Győri ETO KC) et 2022 (avec Ferencváros TC)
- vainqueur de la Supercoupe de Russie (ru) en 2021 (avec Rostov-Don)
- finaliste de la Coupe de France en 2013 (avec le Cercle Dijon Bourgogne)
- finaliste de la Coupe de la Ligue en 2016 (avec l'OGC Nice)
- vainqueur du Championnat de France de D2 en 2014 (avec le Cercle Dijon Bourgogne)

### Distinctions individuelles
- meilleure défenseure de la saison du championnat de France 2014-2015[8] et championnat de France 2018-2019[17]
- meilleure pivot de la saison du championnat de France 2018-2019
- meilleure défenseure du championnat d'Europe 2016[13]

## Distinctions
- Chevalière de l'ordre national du Mérite le 1er décembre 2016[24]
- Chevalière de la Légion d'honneur le 8 septembre 2021[25]